# The Password Game
The Password Game — браузерная игра в жанре головоломки, разработанная Нилом Агарвалем в 2023 году.
Игровой процесс заключается в создании пароля, соответствующего всё более необычным и сложным правилам. Игра была разработана за два месяца. После выпуска в июне 2023 года игра стала популярной из-за своей абсурдности.

## Игровой процесс

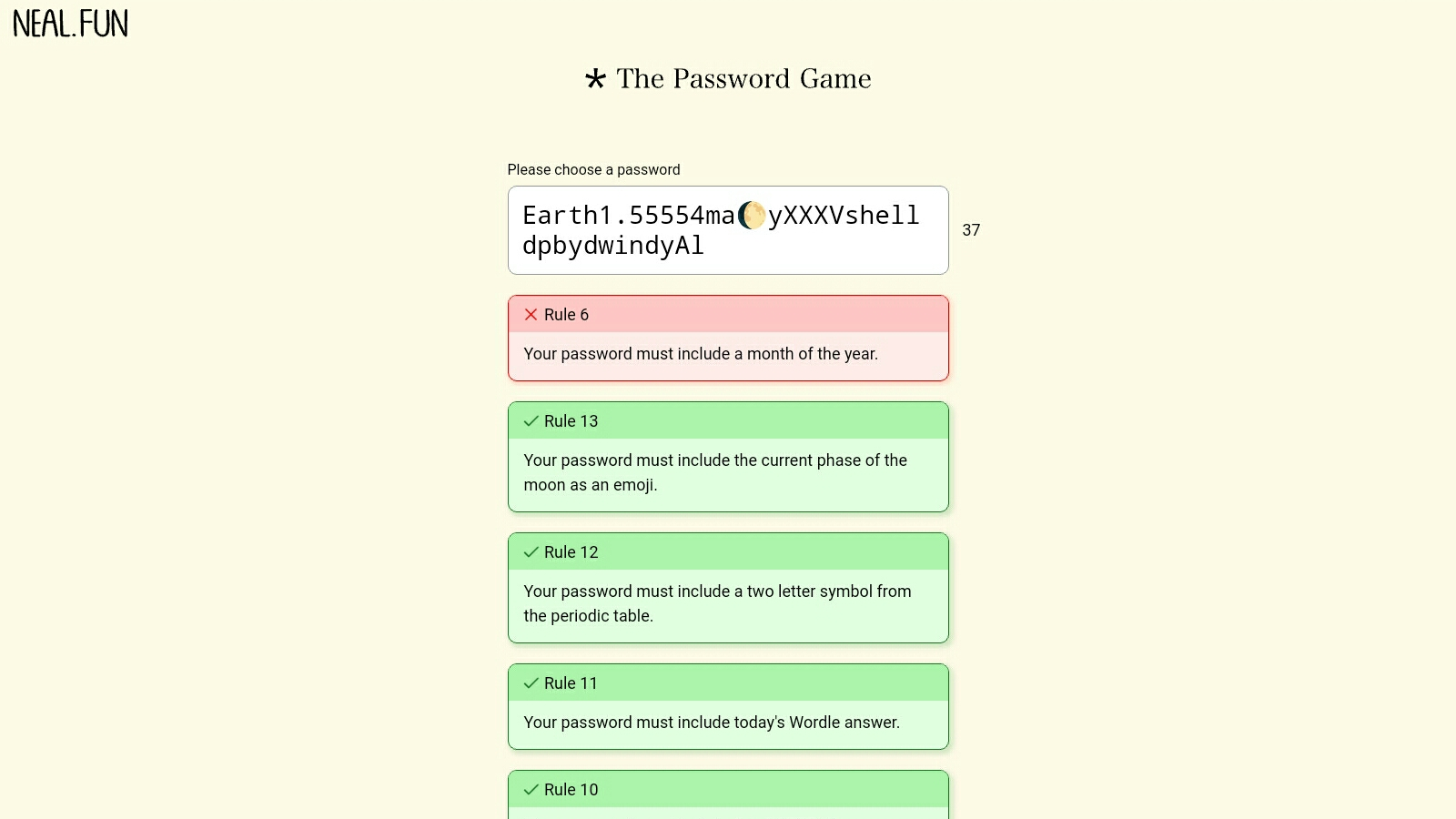
Игроки должны выполнять все более абсурдные правила, чтобы продвигаться вперёд. На этом снимке экрана включение смайлика луны удовлетворяет правилу 13; однако оно разделяет слово «май», что нарушает Правило 6.

The Password Game — это браузерная игра-головоломка. Перед игроком стоит задача придумать и ввести пароль. В игре есть 35 правил, которым пароль должен соответствовать. На первом уровне игрок видит первое правило, на втором уровне к нему добавляется ещё одно, на третьем уровне пароль должен соответствовать первым трём правилам, и так далее.
Сначала правила регулируют длину пароля и наличие в нём тех или иных символов, но со временем они становятся более необычными и сложными. Они могут включать добавление римских цифр, при перемножении дающих 35; написание названия государства, которое игроки должны угадать по случайным изображениям Google Street View; вставка текущего решения Wordle; добавление в пароль эмодзи, отражающего фазу луны на момент прохождения игры; ввод лучшего хода в сгенерированной компьютером шахматной партии с использованием алгебраической нотации; и тому подобные усложнения.
Для того, чтобы открыть следующее правило, игрок должен придумать пароль, соответствующий всем предыдущим, причём некоторые правила могут противоречить друг другу. Когда все 35 правил соблюдены, игрок должен подтвердить свой пароль, введя его повторно в течение двух минут. Если игроку не удаётся это сделать, игра заканчивается поражением.

## Разработка и выпуск
| Neal Agarwal | через Twitter |
| @nealagarwal |               |

             there are rules in this game that ensure I will never see the pearly gates

        2023-06-27

Игра была разработана программистом Нилом Агарвалем. Агарваль задумал игру как пародию на политику паролей, которая становится все более «странной» с течением времени. По словам Агарваля, «последней каплей», заставившей его начать работу над игрой, стала попытка зарегистрироваться на одном из интернет-сервисов, который не принял его пароль, поскольку он был слишком длинным: «как будто пароль может быть слишком надёжным».
Разработка игры началась в конце апреля 2023 года и заняла два месяца. По словам Агарваля, он столкнулся со сложностями при использовании регулярных выражений — в частности после того, как он превратил поле ввода для пароля в полноценный текстовый редактор, поддерживающий выделение жирным и курсивом. Некоторые требования к паролям были предложены разработчику его подписчиками в Твиттере. Игра была опубликована 27 июня 2023 года.

## Реакция
Вскоре после релиза игра The Password Game стала вирусной. Анонс игры в «Твиттере» был ретвитнут более 11 тысяч раз; многие игроки стали делиться в комментариях номером последнего уровня, которого они смогли достигнуть. По словам разработчика, всего страницу с игрой посетили более миллиона человек.
Многие критики противопоставили стандартность и простоту первых парольных правил игры абсурдности последующих. Издания TechRadar и The Indian Express сочли The Password Game хорошим способом убить время, журнал PC Gamer назвал игру «самой злой из существующих браузерных игр, ломающих волю». Сайт Polygon описал игру как «комедию, действие которой происходит в пользовательском интерфейсе», за внешней простотой которой скрывается множество секретов. Журнал PC World посчитал игру напоминанием о полезности менеджеров паролей.